# Protracheoniscus verhoeffi
Protracheoniscus verhoeffi là một loài chân đều trong họ Trachelipodidae. Loài này được Strouhal miêu tả khoa học năm 1929.